# Gatanga (periodiskt vattendrag i Burundi, Ruyigi, lat -3,43, long 30,51)
Gatanga är ett periodiskt vattendrag i Burundi.   Det ligger i provinsen Ruyigi, i den östra delen av landet, 130 kilometer öster om huvudstaden Bujumbura.
Omgivningarna runt Gatanga är en mosaik av jordbruksmark och naturlig växtlighet. Runt Gatanga är det ganska tätbefolkat, med 155 invånare per kvadratkilometer.